# Arta japoneză

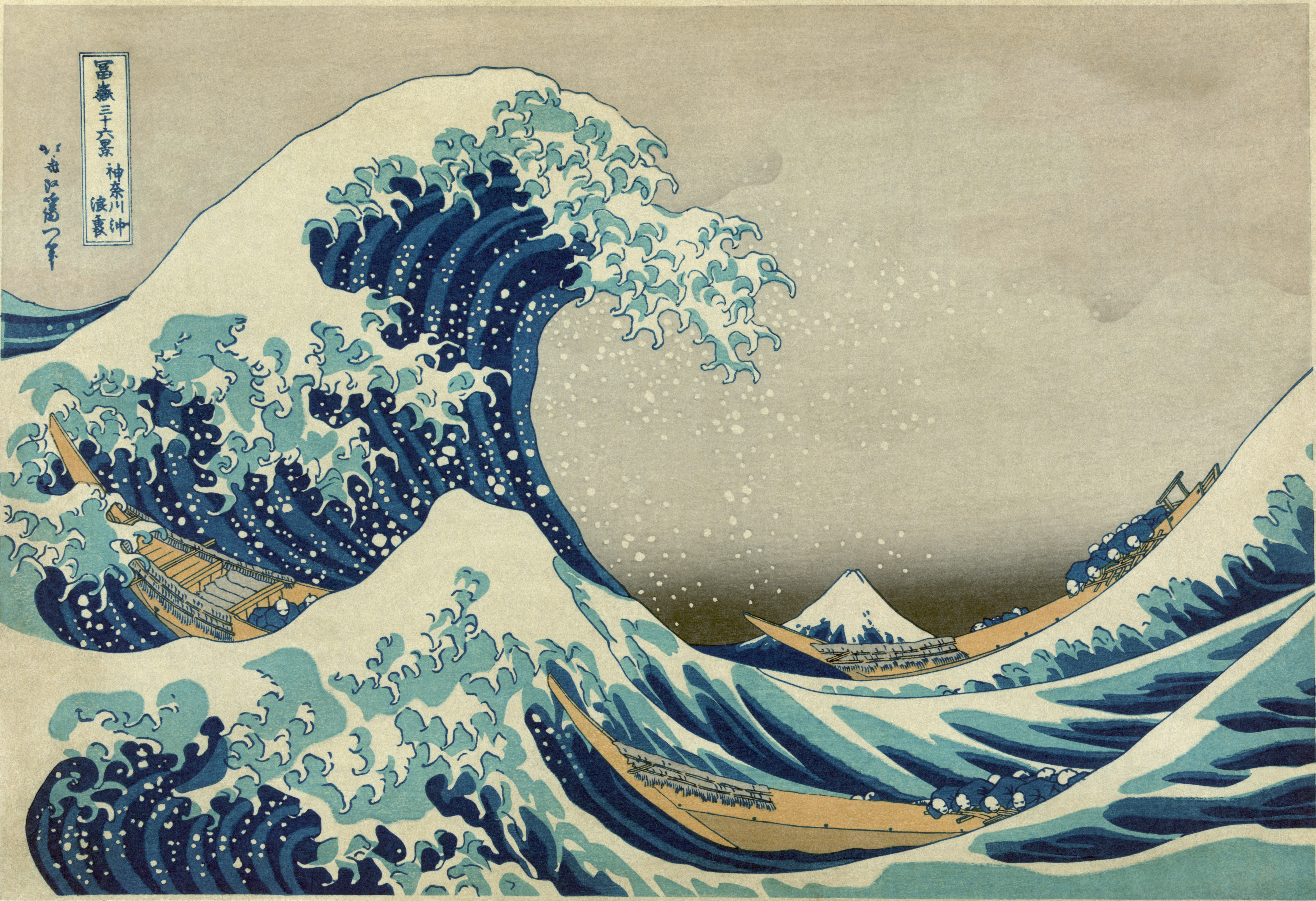
Marele Val de la Kanagawa realizat de Hokusai

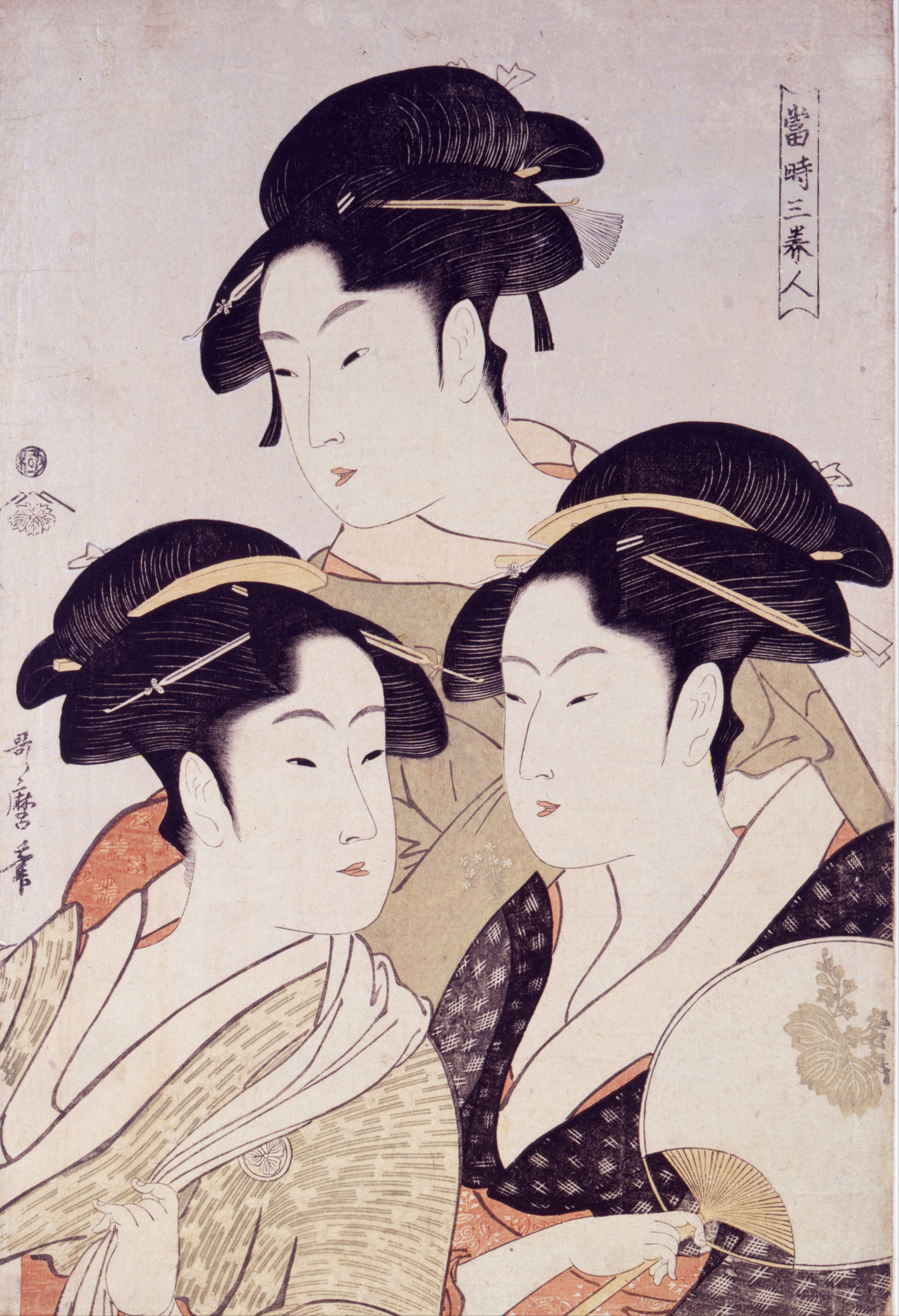
Trei frumuseți ale zilei actuale realizat de Kitagawa Utamaro în aproximativ 1793

Arta japoneză (în japoneză: 日本美術史) cuprinde totalitatea stilurilor artistice, incluzând olăritul antic, sculptura, laviul și caligrafia pe mătase și hârtie, ukiyo-e, kirigami, ikebana, origami, dorodango, și mai recent manga, plus alte tipuri de opere de artă. Arta japoneză are o istorie îndelungată, începând de la popularea teritoriului actual al Japoniei, cândva în mileniul al X-lea î.e.n., până în prezent.
Japonia a fost supusă unor invazii bruște de idei noi și neobișnuite, urmate de perioade lungi de contact minimal cu lumea exterioară. De-a lungul timpului japonezii și-au dezvoltat abilitatea de a absorbi, imita și, în final, asimila acele elemente ale culturii străine care le-au completat preferințele estetice. Cea mai timpurie artă complexă din Japonia a fost produsă în secolele al VII-lea și al VIII-lea, având legătură cu budismul. În secolul al IX-lea, după ce japonezii au început să se întoarcă din China și să dezvolte forme de expresie indigene, artele seculare au devenit din ce în ce mai importante; până la sfârșitul secolului al XV-lea, atât artele religioase cât și cele seculare au înflorit. După Războiul Ōnin (1467 - 1477), Japonia a intrat într-o perioadă de perturbări politice, sociale și economice, care a durat peste un secol. În statul care a apărut sub conducerea shogunatului Tokugawa, religia organizată a jucat un rol mult mai puțin important în viața oamenilor, iar artele care au supraviețuit erau în predominant seculare.
Pictura este expresia artistică preferată de către japonezi, practicată atât de amatori, cât și de profesioniști. Până în prezent, japonezii au preferat să scrie cu o pensulă decât cu un stilou, iar familiaritatea lor cu tehnicile de perie le-a făcut deosebit de sensibile la valorile și estetica picturii. Odată cu apariția culturii populare în perioada Edo, un stil de tipărire din lemn a devenit o formă majoră, iar tehnicile sale au fost bine reglate pentru a produce printuri colorate. Japonezii, în această perioadă, au găsit sculptura un mediu mult mai puțin simpatic pentru exprimarea artistică; majoritatea sculpturii japoneze sunt asociate cu religia, iar utilizarea mediului a scăzut odată cu diminuarea importanței budismului tradițional. La fel ca la chinezi, o mare parte a sculpturilor sunt dedicate budismului.
Ceramica japoneză este printre cele mai bune din lume și include cele mai vechi artefacte cunoscute ale culturii lor, impresionante fiind vasele din Perioada Jomon și figurinele dogu din aceiași perioadă. În arhitectură, preferințele japoneze pentru materialele naturale și o interacțiune a spațiului interior și exterior sunt exprimate clar.
Japonezii se identifică foarte ușor cu natura înconjurătoare. Astfel, într-un aranjament floral, japonezul încearcă, pe cât posibil, să adune cât mai multe elemente vegetale, ca: tije de plante, tulpini, frunze, mușchi, flori, și așa mai departe. Deși un ansamblu pare foarte sofisticată, elementele care îl alcătuiesc sunt simple, din viața de zi cu zi. Astfel, florile folosite sunt deabea îmbobocite iar crenguțele alese simpliste.

## Istoria artei japoneze

### Arta japoneză preistorică

#### Perioada Jōmon

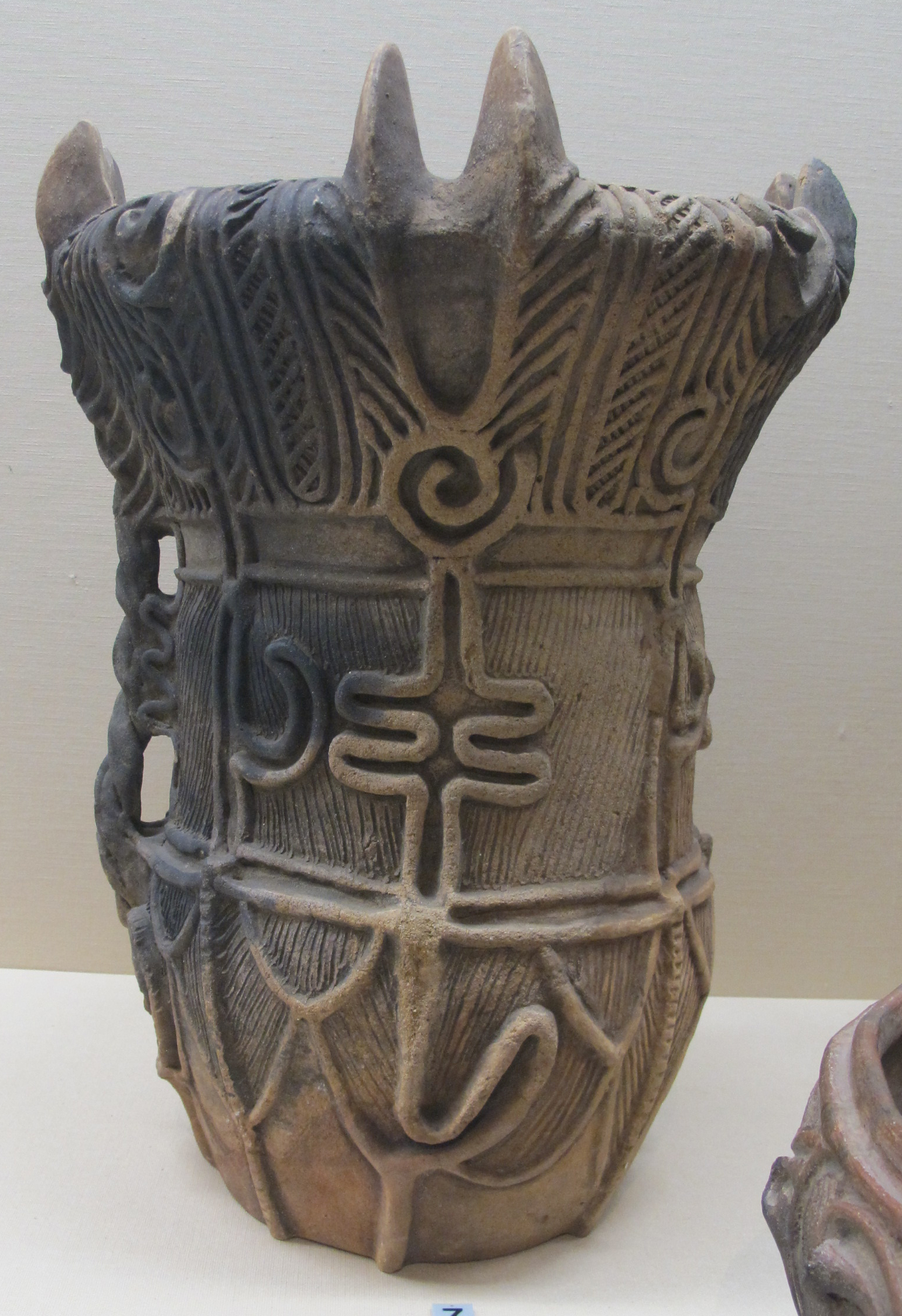
Vas din Perioada Jōmon Mijlocie
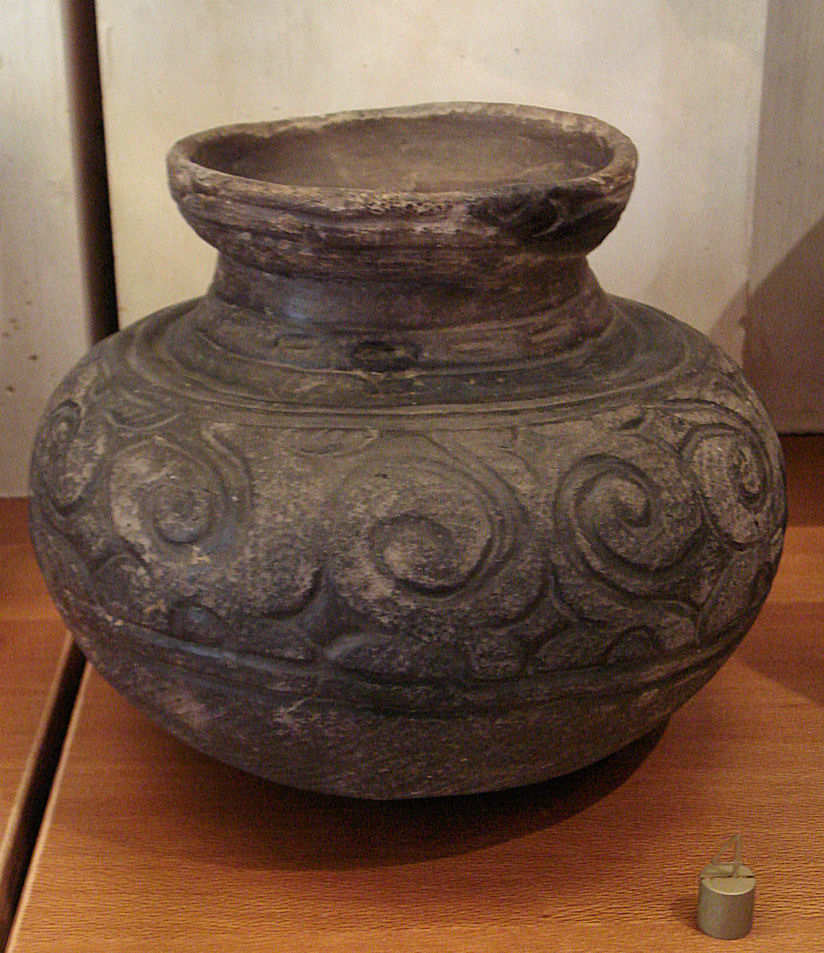
Vas cu spirale care a fost realizat în stilul Kamegaoka din Perioada Jōmon Târzie
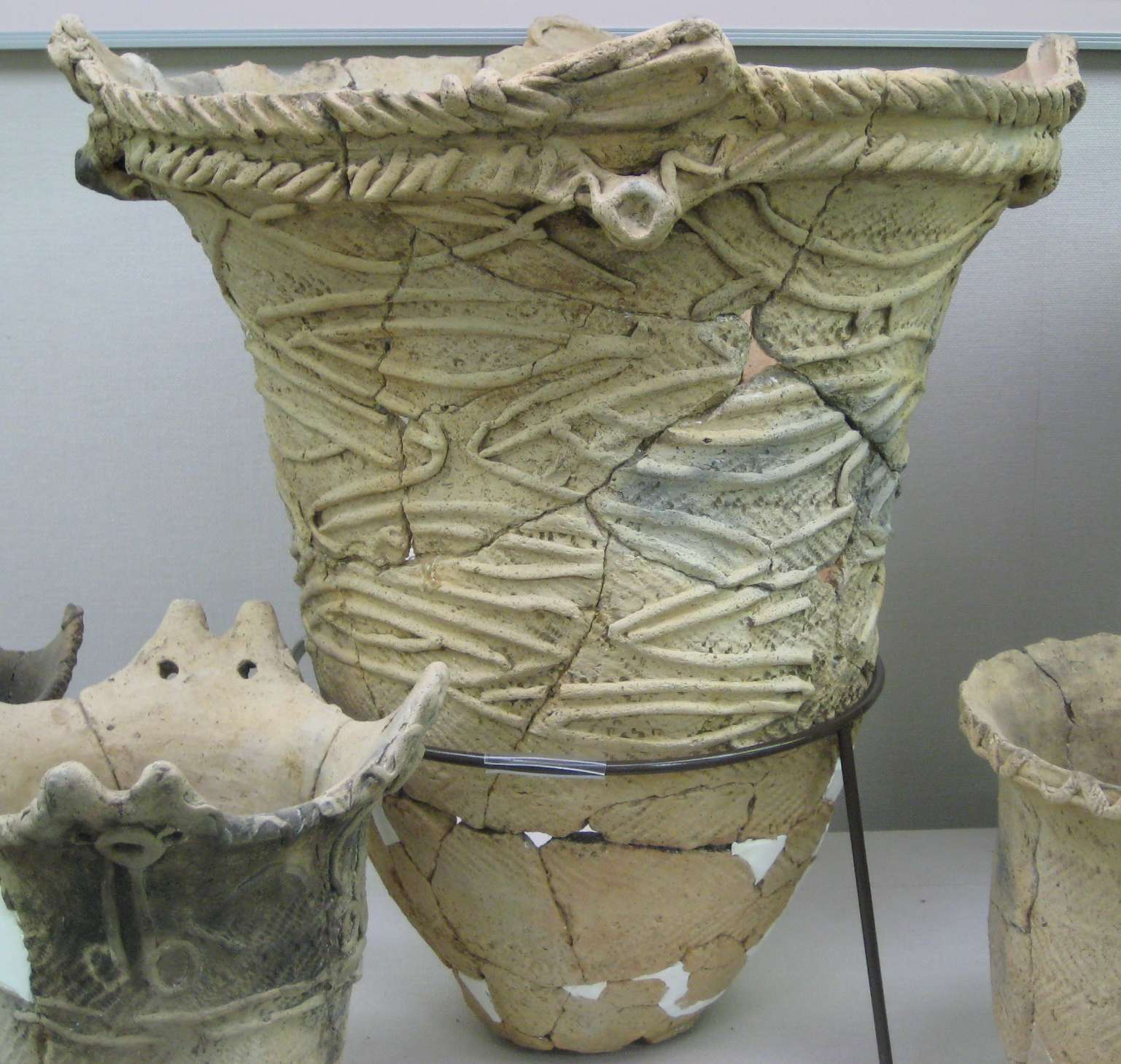
Vas de ceramică
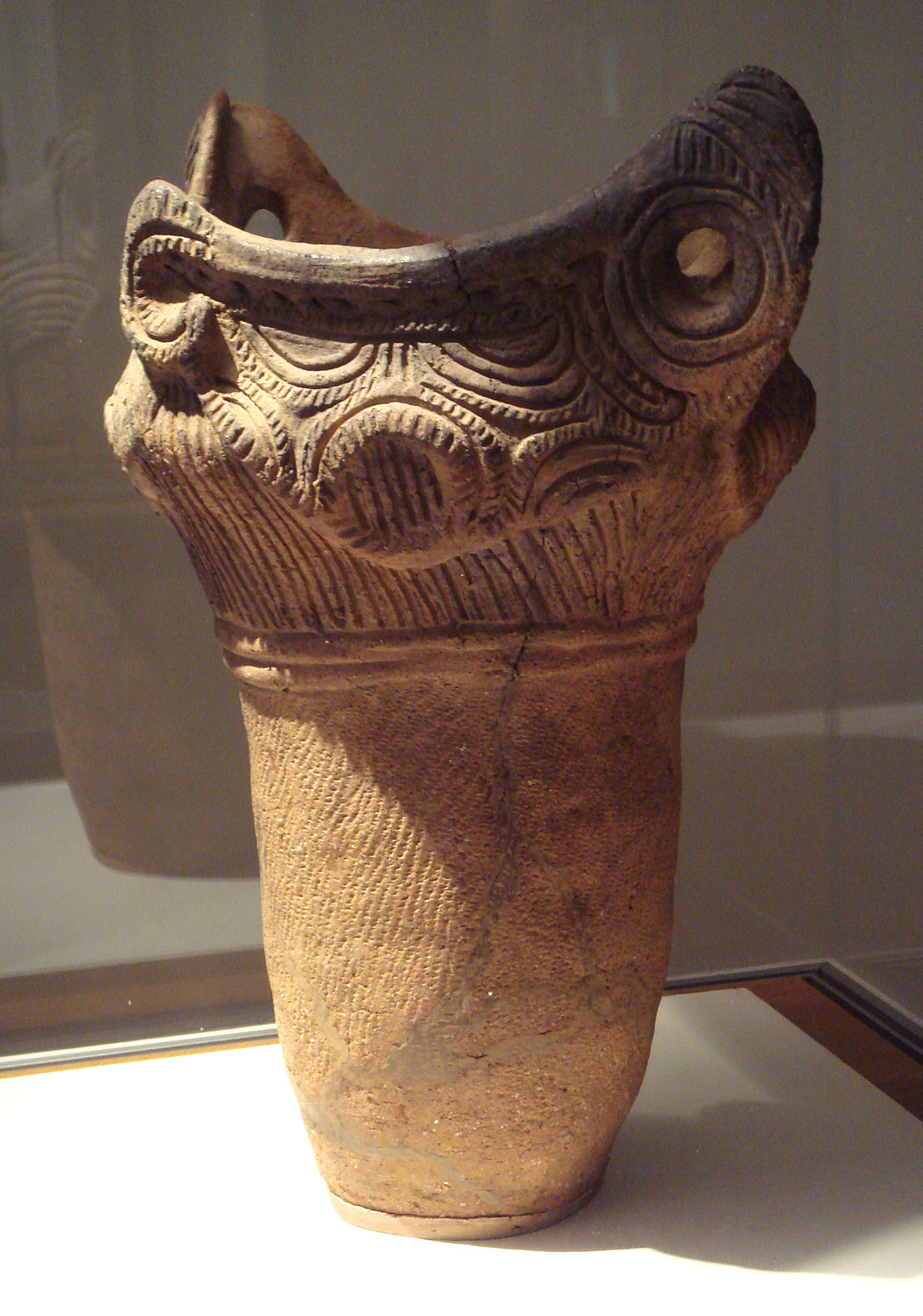
Vas din Perioada Jōmon Mijlocie (aproximativ 2000 î.e.n.)
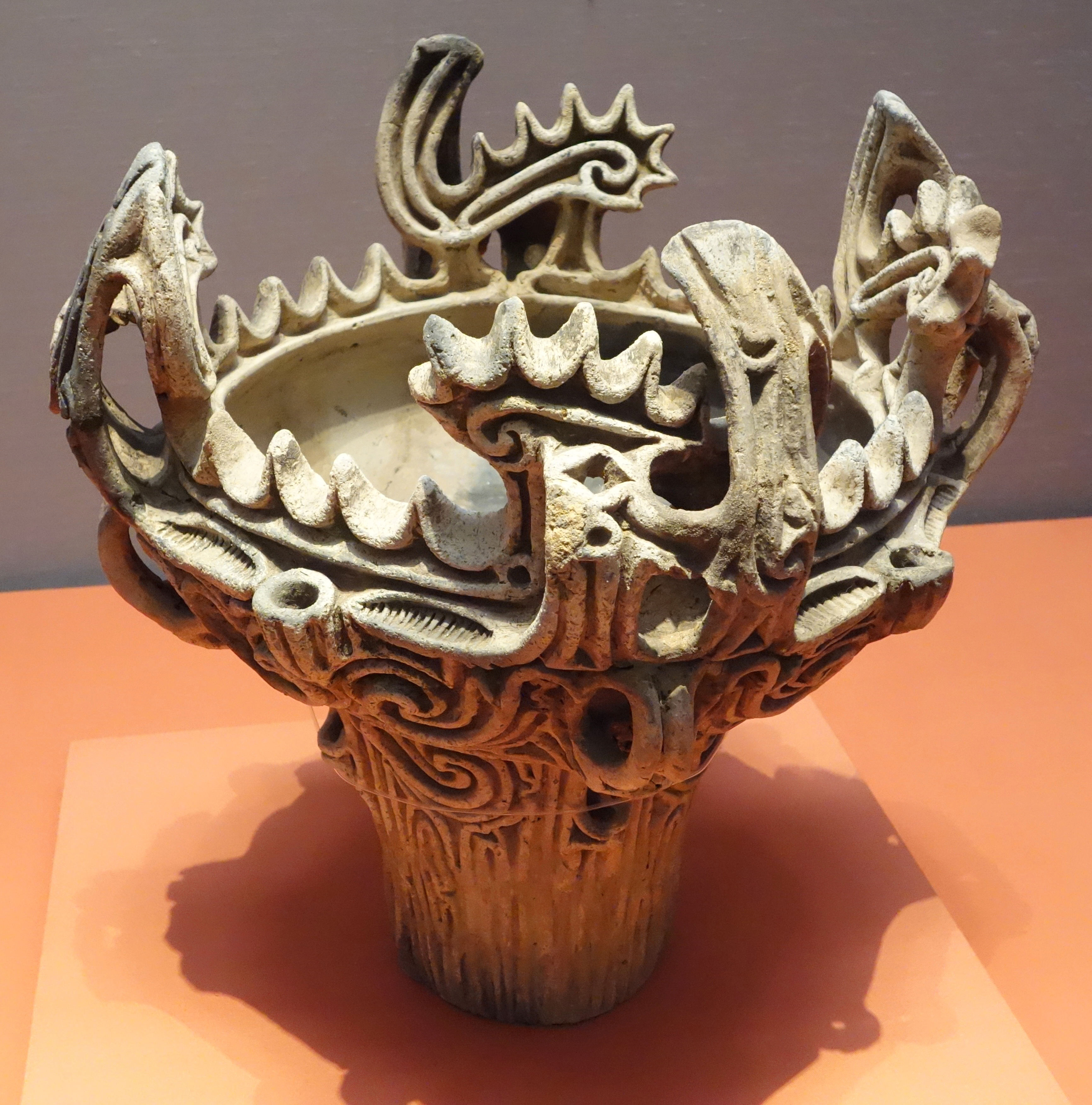
Un vas din Perioada Jōmon Mijlocie (aproximativ 3000 î.e.n. - 2000 î.e.n.), cu ornamente de forma focului
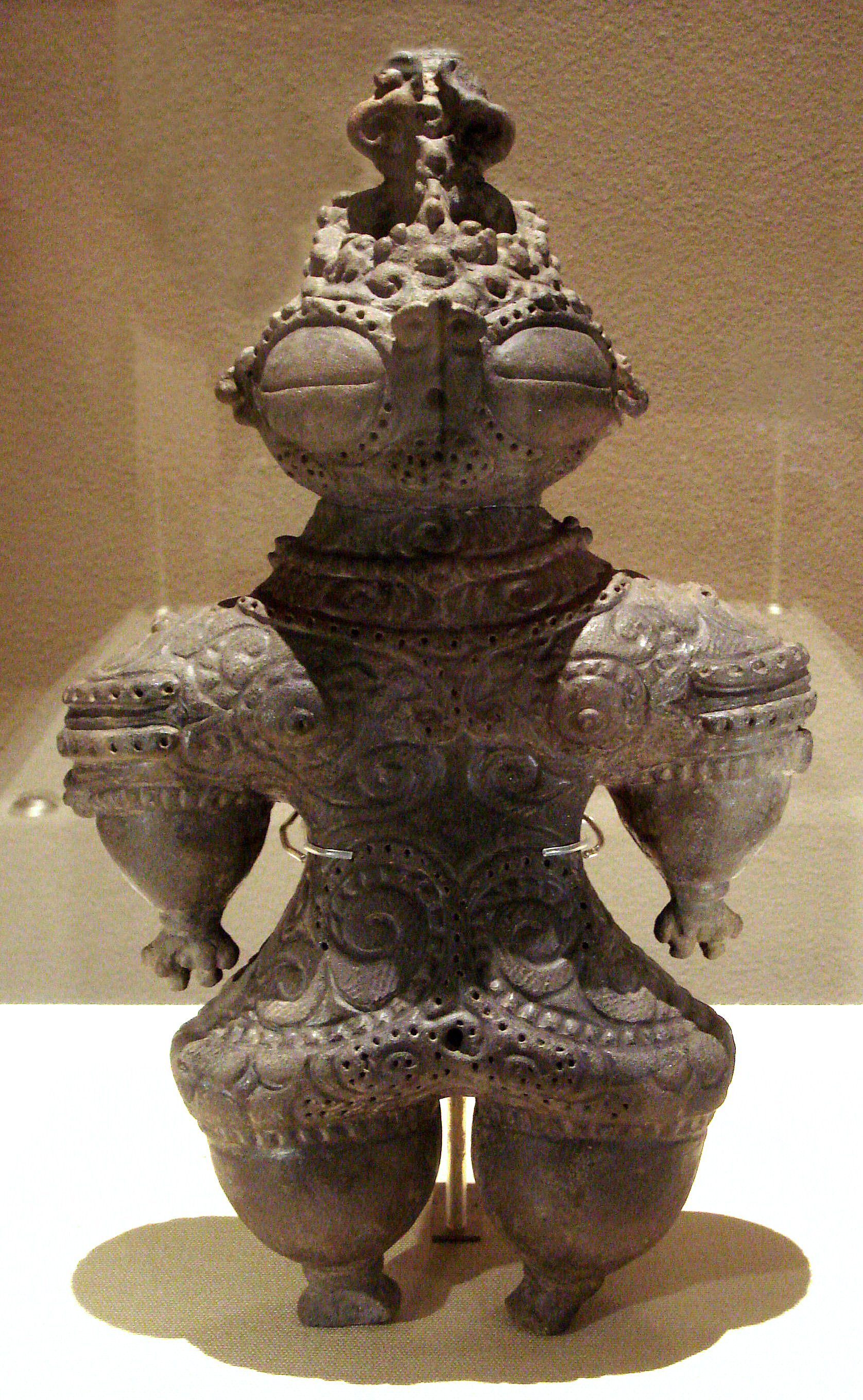
Figurină dogū de la situl Ebisuda din Ōsaki, Prefectura Miyagi. Figurina datează din circa 1000 î.e.n. - 400 î.e.n.
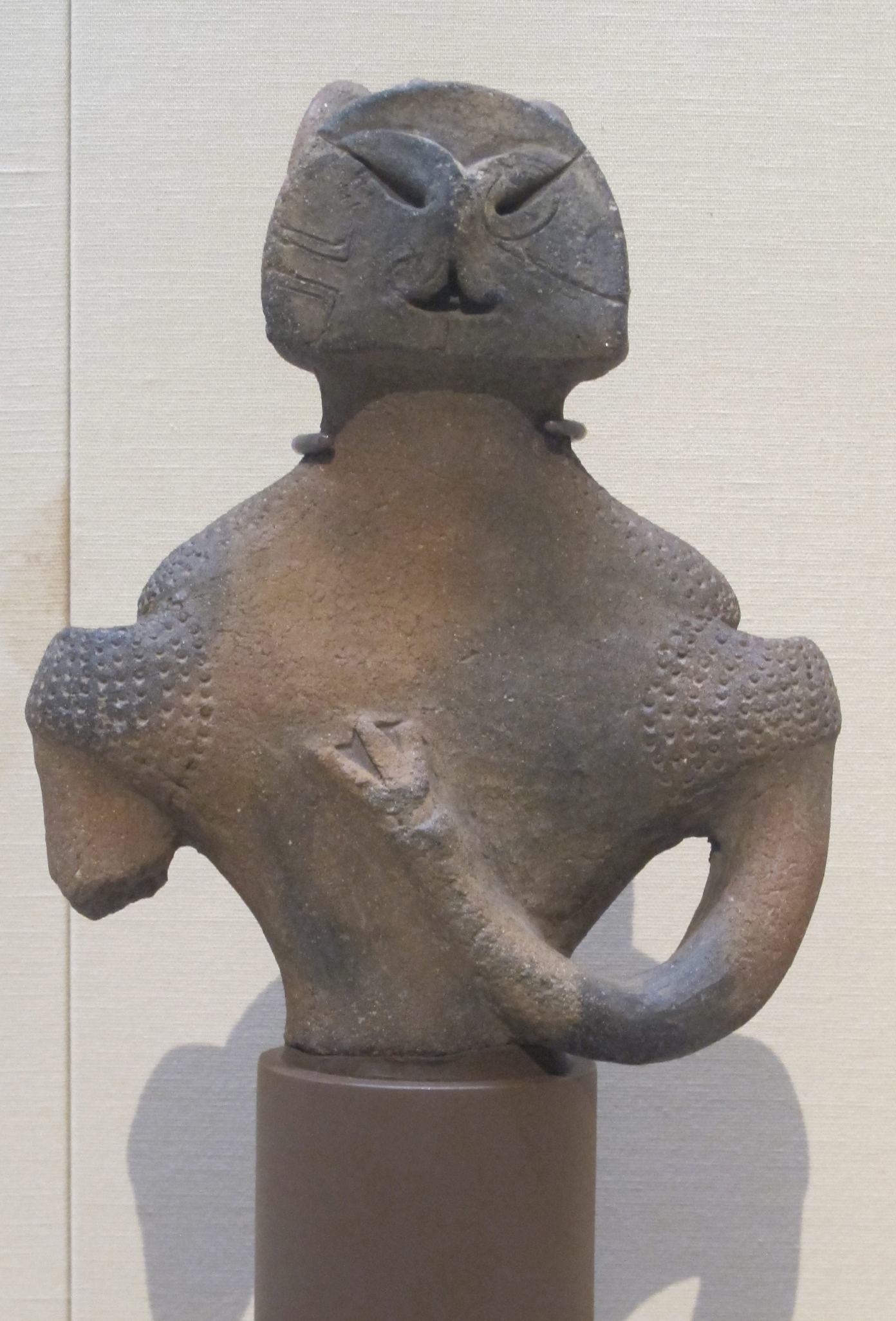
O caracteristică comună pentru majoritatea acestor figurine este fața lată, mâinile mici și corpurile solide. Ochii alungiți și gura îi crează figurinei din imagine un aspect mosterios. De asemenea, pe umerii ei au fost făcute puncte cu un bețișer de bambus în timp ce figurina încă mai era umedă

Primii coloniști din Japonia, poporul jōmon (aproximativ 11000 î.e.n. - aproximativ 300 î.e.n.), numiți pentru marcajele cordonului care au decorat suprafețele vaselor lor argiloase, au fost vânători și culegători nomazi, care ulterior practicau agricultura organizată și construiau orașe cu populații de sute, dacă nu chiar mii. Ei au construit case simple de lemn și căzuri așezate în puțuri de pământ de mică adâncime pentru a asigura căldură din pământ. Au realizat vase de depozitare a obiectelor de ceramică, figurine de lut numite dogū și bijuterii de cristal. Roata olarului nu exista în timpul acestei epoci în Japonia. Primele vase erau folosite pentru depozitarea mâncării. Niște săpături efectuate pe coastele Ecuadorului și Columbiei au dezvăluit o serie de vase asemănătoare cu cele din Perioada Jōmon.
Vasele care au ornamente asemănătoare cu niște flăcări au fost confecționate din benzi cilindrice de lut. Datorită decorațiunilor lor spectaculoase și neobișnuite, e posibil ca aceste vase să fi fost obiecte de cult.